# Лук Шовица
Лук Шовица (лат. Allium szovitsii) — многолетнее травянистое растение, вид рода Лук (Allium) семейства Луковые (Alliaceae).
Назван в честь Ивана Осиповича Шовица — аптекаря из Одессы, коллектора растений Кавказа.

## Распространение и экология
В природе ареал вида охватывает Малую Азию и Кавказ.
Произрастает на горных лугах и каменистых склонах.

## Ботаническое описание
Луковицы цилиндро-конические, толщиной 1—1,5 см, длиной 3—10 см, по 1—2 прикреплены к восходящему корневищу, с бурыми сетчатыми оболочками. Стебель высотой 15—30 см, округлый, гладкий, слегка бороздчатый, на четверть одетый гладкими, иногда краснеющими влагалищами листьев.
Листья в числе 2—3, линейные, шириной 2—4 мм, плоские, по краю шероховатые, тупые, к основанию почти не суженные, короче или немного длиннее стебля.
Зонтик полушаровидный или почти шаровидный, густой, почти головчатый. Листочки колокольчатого околоцветника длиной 5—7 мм, ланцетные или продолговато-ланцетные, тупые или островатые, розовые или почти белые с сильной пурпурной жилкой, наружные немного короче внутренних. Нити тычинок в полтора или почти в два раза длиннее листочков околоцветника, при самом основании сросшиеся, шиловидные или, иногда, цельные. Столбик сильно выдается из околоцветника; рыльце почти головчатое.
Коробочка немного короче околоцветника.

## Таксономия
Вид Лук Шовица входит в род Лук (Allium) семейства Луковые (Alliaceae) порядка Спаржецветные (Asparagales).
|  |                                      |  |                                                             |                                                             |                   |  | ещё 24 семейства (согласно Системе APG II) | ещё 24 семейства (согласно Системе APG II) |                     |  |  |  | ещё более 870 видов |
|  |                                      |  |                                                             |                                                             |                   |  | ещё 24 семейства (согласно Системе APG II) | ещё 24 семейства (согласно Системе APG II) |                     |  |  |  | ещё более 870 видов |
|  |                                      |  |                                                             | порядок Спаржецветные                                       |                   |  |                                            |                                            | род Лук             |  |  |  |                     |
|  |                                      |  |                                                             | порядок Спаржецветные                                       |                   |  |                                            |                                            | род Лук             |  |  |  |                     |
|  | отдел Цветковые, или Покрытосеменные |  |                                                             |                                                             | семейство Луковые |  |                                            |                                            | вид Лук Шовица      |  |  |  |                     |
|  | отдел Цветковые, или Покрытосеменные |  |                                                             |                                                             | семейство Луковые |  |                                            |                                            |                     |  |  |  |                     |
|  |                                      |  | ещё 44 порядка цветковых растений (согласно Системе APG II) | ещё 44 порядка цветковых растений (согласно Системе APG II) |                   |  |                                            | ещё около 300 родов                        | ещё около 300 родов |  |  |  |                     |
|  |                                      |  |                                                             | ещё 44 порядка цветковых растений (согласно Системе APG II) |                   |  |                                            |                                            | ещё около 300 родов |  |  |  |                     |